# Grootsnavelstern
De grootsnavelstern (Phaetusa simplex) is een vogel uit de familie Laridae (meeuwen).

## Verspreiding en leefgebied
Deze monotypische soort komt wijdverspreid voor in Zuid-Amerika.